# راسکو آتس
راسکو آتس (انگلیسی: Roscoe Ates؛ ‏ ۲۰ ژانویهٔ ۱۸۹۵ – ۱ مارس ۱۹۶۲) خواننده و بازیگر اهل ایالات متحده آمریکا بود.

## گزیده فیلم‌شناسی
از فیلم‌ها یا برنامه‌های تلویزیونی که وی در آن نقش داشته‌است می‌توان به آثار زیر اشاره کرد.
- سیمارون (۱۹۳۱)
- قهرمان (۱۹۳۱)
- سیاست (۱۹۳۱)
- کاهش(۱۹۳۱ در عنوان‌بندی نیامده)
- عجیب‌الخلقه‌ها (۱۹۳۲)
- کینگ کونگ (۱۹۳۳ در عنوان‌بندی نیامده)
- آلیس در سرزمین عجایب (۱۹۳۳)
- بربادرفته (۱۹۳۹)
- یک پا در بهشت (۱۹۴۱ در عنوان‌بندی نیامده)
- سفرهای سولیوان (۱۹۴۱)
- داستان پام بیچ (۱۹۴۲)
- خلوتگاه داخلی (۱۹۴۸)
- بانگ خاموش (۱۹۶۱)